# Sarcohyla ameibothalame
A Sarcohyla ameibothalame a kétéltűek (Amphibia) osztályának békák (Anura) rendjébe, a levelibéka-félék (Hylidae) családjába, azon belül a Hylinae alcsaládba tartozó faj.

## Előfordulása
A faj Mexikó endemikus faja. Természetes élőhelye a szubtrópusi vagy trópusi nedves hegyvidéki erdők, folyók, időszaki folyók. A fajt élőhelyének elvesztése fenyegeti.